# Eleccions federals suïsses de 1983
Les eleccions federals suïsses de 1983 se celebraren el 23 d'octubre de 1983 per a renovar els 200 membres del Consell Nacional de Suïssa i els 46 membres del Consell dels Estats de Suïssa que escolliran els 21 membres del Consell Federal de Suïssa. El partit més votat fou el Partit Radical Democràtic de Suïssa.

## Resultats electorals

### Consell Nacional de Suïssa
Resultat de les eleccions al Consell Nacional de Suïssa de 23 d'octubre de 1983
| Partits                                                           | Partits                              | Abr.        | Vots      | %    | +/–   | Escons | +/– |
| ----------------------------------------------------------------- | ------------------------------------ | ----------- | --------- | ---- | ----- | ------ | --- |
|                                                                   | Partit Radical Democràtic de Suïssa  | FDP/PLR     | 454.271   | 23,3 | -0,7% | 54     | -3  |
|                                                                   | Partit Socialdemòcrata de Suïssa     | SPS/PSS     | 444.365   | 22,8 | -1,6% | 47     | -4  |
|                                                                   | Partit Popular Democristià de Suïssa | CVP/PDC     | 393.745   | 20,2 | -1,1% | 42     | -2  |
|                                                                   | Partit Popular Suís                  | SVP/UDC     | 215.457   | 11,1 | -0,5% | 23     | ±0  |
|                                                                   | Aliança dels Independents            | LdU         | 77.744    | 4,0  | -0,1% | 8      | ±0  |
|                                                                   | Partit Liberal de Suïssa             | LPS/PLS     | 54.774    | 2,8  | ±0%   | 8      | ±0  |
|                                                                   | Acció Nacional                       | NA/AN       | 57.123    | 2,9  | -1,6% | 4      | +2  |
|                                                                   | Organitzacions Progressistes Suïsses | POCH        | 43.423    | 2,3  | -0,5% | 3      | ±0  |
|                                                                   | Partit Evangèlic Popular             | EVP/PEV     | 40.520    | 2,1  | -0,1% | 3      | ±0  |
|                                                                   | Federació de Partits Verds de Suïssa | GPS/PES     | 37.738    | 1,9  | +1,3% | 3      | +2  |
|                                                                   | Partit del Treball                   | PdA/PST-POP | 17.281    | 0,9  | -1,2% | 1      | -2  |
|                                                                   | Els Republicans                      | Rep         | 9.972     | 0,5  | -0,1% | 1      | ±0  |
|                                                                   | Partit Socialista Autònom            | PSA         | 9.932     | 0,5  | +0,1% | 1      | ±0  |
|                                                                   | Alternativa Verda i Feminista        | FGA/AVF     | 19.908    | 1,0  | +0,8% | 0      | ±0  |
|                                                                   | Partit Socialcristià                 | CSP/PCS     | 7.744     | 0,4  |       | 0      |     |
|                                                                   | Unió Democràtica Federal             | EDU/UDF     | 7.525     | 0,4  | -0,1% | 0      | ±0  |
|                                                                   | Altres                               |             | 55.209    | 2,8  |       | 2      |     |
| Total (participació 48,9%)                                        | Total (participació 48,9%)           |             | 1.959.895 |      |       |        | 200 |
| Font: http://www.wahlen.ch/ Arxivat 2021-02-28 a Wayback Machine. |                                      |             |           |      |       |        |     |